# Каждан, Наталия Абрамовна
Ната́лия Абра́мовна Кажда́н (1941, СССР — 2017, Москва) — советский и российский архитектор и педагог.

## Биография
Родилась в семье преподавателя ГИТИСа Абрама Исааковича Каждана (1907—1955) и искусствоведа Татьяны Павловны Каждан.
В 1966 году окончила МАРХИ. Преподавала черчение на Подготовительных курсах МАРХИ. Работала архитектором в ЗАО «Инрекон» (Институт реконструкции исторических городов).

Могильный памятник семьи Каждан

Скончалась в 2017 году. Похоронена на Введенском кладбище (13 уч.).

## Творческая деятельность
- Проектирование крупных торгово-бытовых комплексов в городе Горьком и городе Ульяновске (в составе авторского коллектива)
- Реконструкция исторического центра города Бухары — торговые ряды с возрождением национальных промыслов (в составе авторского коллектива).
- Разработка типовых проектов торгово-бытовых зданий. Проект политехнического института в городе Душанбе (автор) (Гиссарская долина).
- Разработка туристических схем с экономическим обоснованием городов Азербайджана и города Баку.
- Реконструкция и дизайн здания ЦЭЛТа (лечебные и административные помещения) по адресу: ш. Энтузиастов, 62 (в составе авторского коллектива), Москва.
- Реконструкция, дизайн, приспособление существующего здания по Суворовскому бульвару, д.6, стр.2 (в составе авторского коллектива), Москва.
- Реконструкция, дизайн и авторский надзор нескольких жилых квартир, проектирование, дизайн ряда загородных домов в Подмосковье (автор и в составе авторского коллектива).
- Реконструкция и дизайн учебных помещений и зала столовой в училище им. Щепкина (в составе авторского коллектива), Москва.